# Aloe drepanophylla
Aloe drepanophylla é uma espécie de liliopsida do gênero Aloe, pertencente à família Asphodelaceae.